# Agrarmarkt Austria

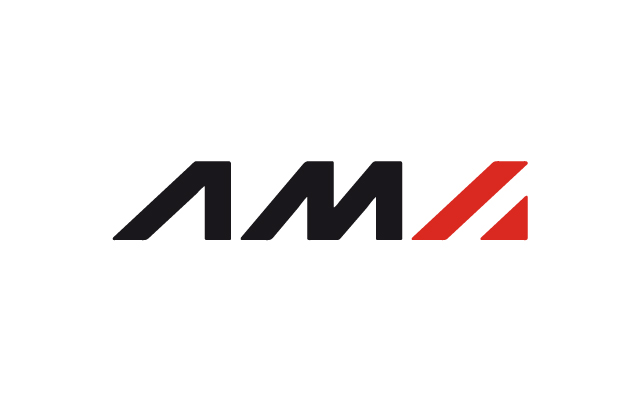
Offizielles Logo der AgrarMarkt Austria

AMA-Gütesiegel für österreichische Produkte (mit Lizenznummer)

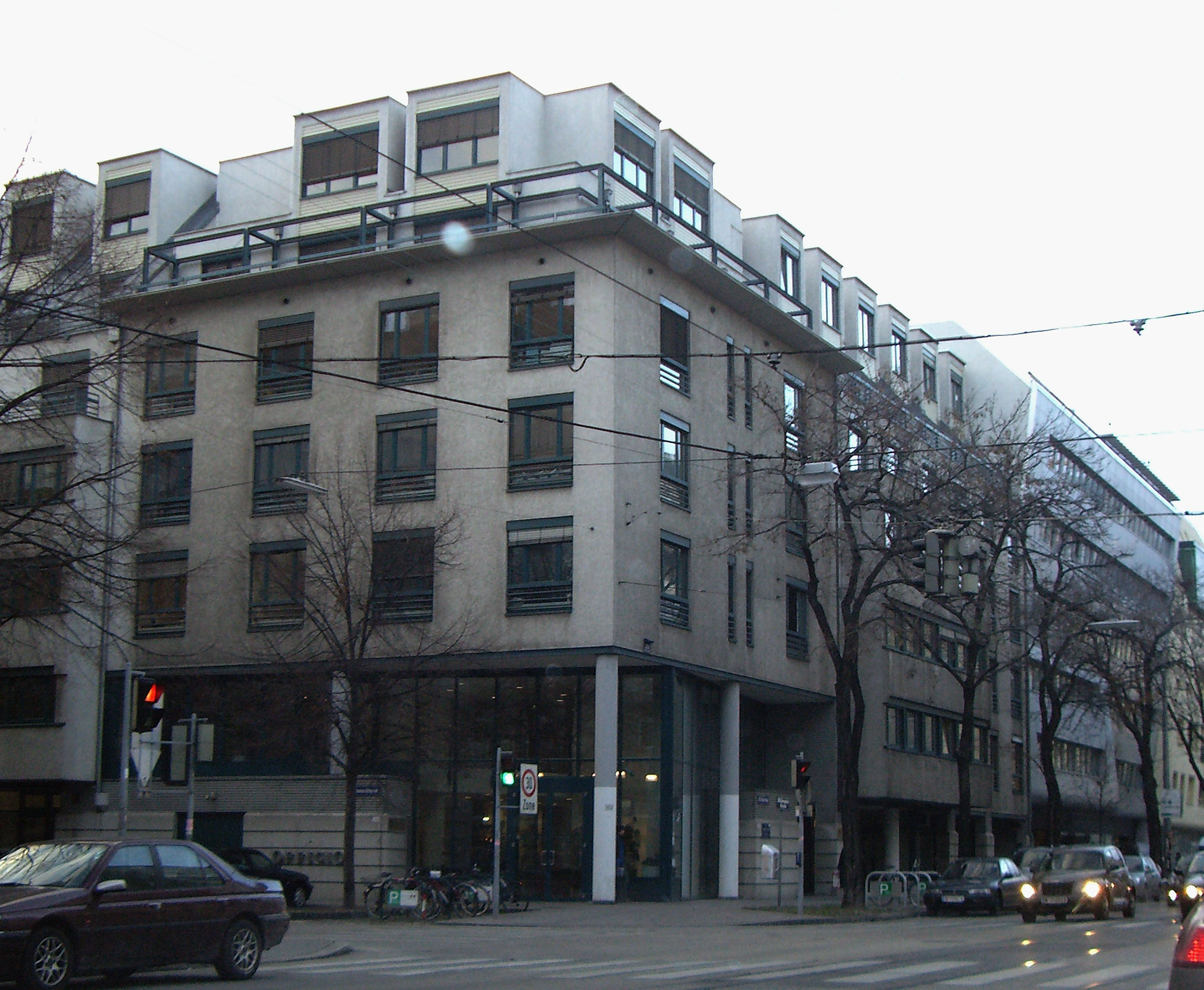
Die AMA-Zentrale in Wien

Die AgrarMarkt Austria (AMA) ist eine Körperschaft des öffentlichen Rechts in Österreich. Gemäß AMA-Gesetz von 1992 (BGBl. Nr. 376/1992) wurde sie 1993 eingerichtet.

## Tätigkeitsbereiche
Die Aufgaben der AMA sind:
- Markt- und Preisberichterstattung über in- und ausländische Märkte betreffend agrarische Produkte
- Maßnahmen zur Qualitätssteigerung, Entwicklung und Anwendung von Qualitätsrichtlinien für agrarische Produkte und daraus hergestellte Erzeugnisse
- Marketing für Agrarprodukte aus Österreich

Vom Landwirtschaftsministerium (damals: Bundesministerium für Land- und Forstwirtschaft, seit 2022: Bundesministerium für Land- und Forstwirtschaft, Regionen und Wasserwirtschaft) wurden der AMA folgende Aufgaben übertragen:
- Agenden des vormaligen Milchwirtschaftsfonds, des Getreidewirtschaftsfonds, des Mühlenfonds und der Vieh- und Fleischkommission
  - Milchquotenverwaltung
  - Lizenzverwaltung
  - Marktinterventionen
  - Rinderkennzeichnung
- Abwicklung der Leistungsentgelte und Förderprogramme für Agrarbetriebe soweit diese nicht vom Ministerium selbst verwaltet werden

Daneben ist die AMA mit der Abwicklung der Ausgleichszahlungen für Österreichs Bauern betraut. So wickelt sie neben den meisten Marktordnungsprämien auch die Zahlungen aus dem Umweltprogramm ÖPUL und die Ausgleichszulage für Bauern in Berg- und anderen benachteiligten Gebieten ab. Die AMA ist die von Österreich gegenüber der Europäischen Union beauftragte Zahlstelle, die diese Zahlungen durchführen darf.

## Organisation
Die Organe sind:
- Verwaltungsrat (Vorsitzende: Präs. LAbg. Michaela Langer-Weninger) bestehend aus je drei Vertretern der Präsidentenkonferenz der Landwirtschaftskammern Österreichs, der Bundesarbeitskammer, der Wirtschaftskammer und des Gewerkschaftsbundes.
- Vorstand (Vorsitzender: Günter Griesmayr)
- Kontrollausschuss (Vorsitzende: Christa Schlager)